# Веретіня
Веретіня (ест. Veretinä), також Веретіна, Веретінна, Веретіно, Вереті, Веере — село в Естонії, входить до складу волості Меремяе, повіту Вирумаа.